# Крушенок Андрій Селіверстович
Андрій Селіверстович Крушенок (нар. 20 липня 1925, Олександродар, Криворізький район, Криворізька округа, Катеринославська губернія, УРСР — пом. 20 липня 2014, Москва, Росія) — радянський футболіст, захисник.

## Життєпис
Народився у селищі Олександрів Дар Криворізького округу Катеринославської губернії Української РСР (нині у межах міста Кривий Ріг).
Мати померла коли Андрію виповнилося пів року, 1934 року помер батько. У 1935 році відправлений до робочого селища Щокіно Московської області (нині місто в Тульській області), де розпочав займатися футболом, виховувався братами.
Завдяки старшим братам повернувся до Кривого Рогу, де почав працювати на коксохімічному заводі мотористом.
З 15 серпня 1941 року залишився в окупованому німецькими військами Кривому Розі. У лютому 1944 року, після звільнення міста, мобілізований до Червоної армії, пройшов підготовку на курсах кулеметників під Харковом.
У роки німецько-радянської війни з 1944 по 1945 рік служив у дивізійній розвідроті. У ніч з 24 на 25 квітня 1945 року, беручи участь у розвідувальній операції в районі села Обер Пауловіц (нім. Ober Paulowitz; тепер село Горні Повелице, Чехія) проявив хоробрість, за що нагороджений Орденом Слави 3-го ступеня.
Після закінчення війни грав у команді Окупаційних військ. З 1948 року — у команді ЦБЧА. 1949 року провів єдиний повноцінний сезон в основі — 28 матчів. У 1950—1951 роках зіграв по три матчі. У 1952 році провів два матчі, але команду було розформовано, а ігри — анульовано. Переведений до ВПС, але матчів не грав. 1953—1955 років грав за московський «Локомотив», куди його запросив колишній тренер ЦБЧА Борис Аркадьєв.
У 30 років завершив кар'єру гравця. Перейшов на роботу в депо «Ізмайлово» Московського метрополітену, машиніста першого класу. Працював у депо до виходу на пенсію у 1985 році.
Помер 20 липня 2014 року у Москві.

## Нагороди
- Орден Слави 3-го ступеня;
- Орден «Знак Пошани»
- Орден Вітчизняної війни 2-го ступеня.